# Grazina-delicada

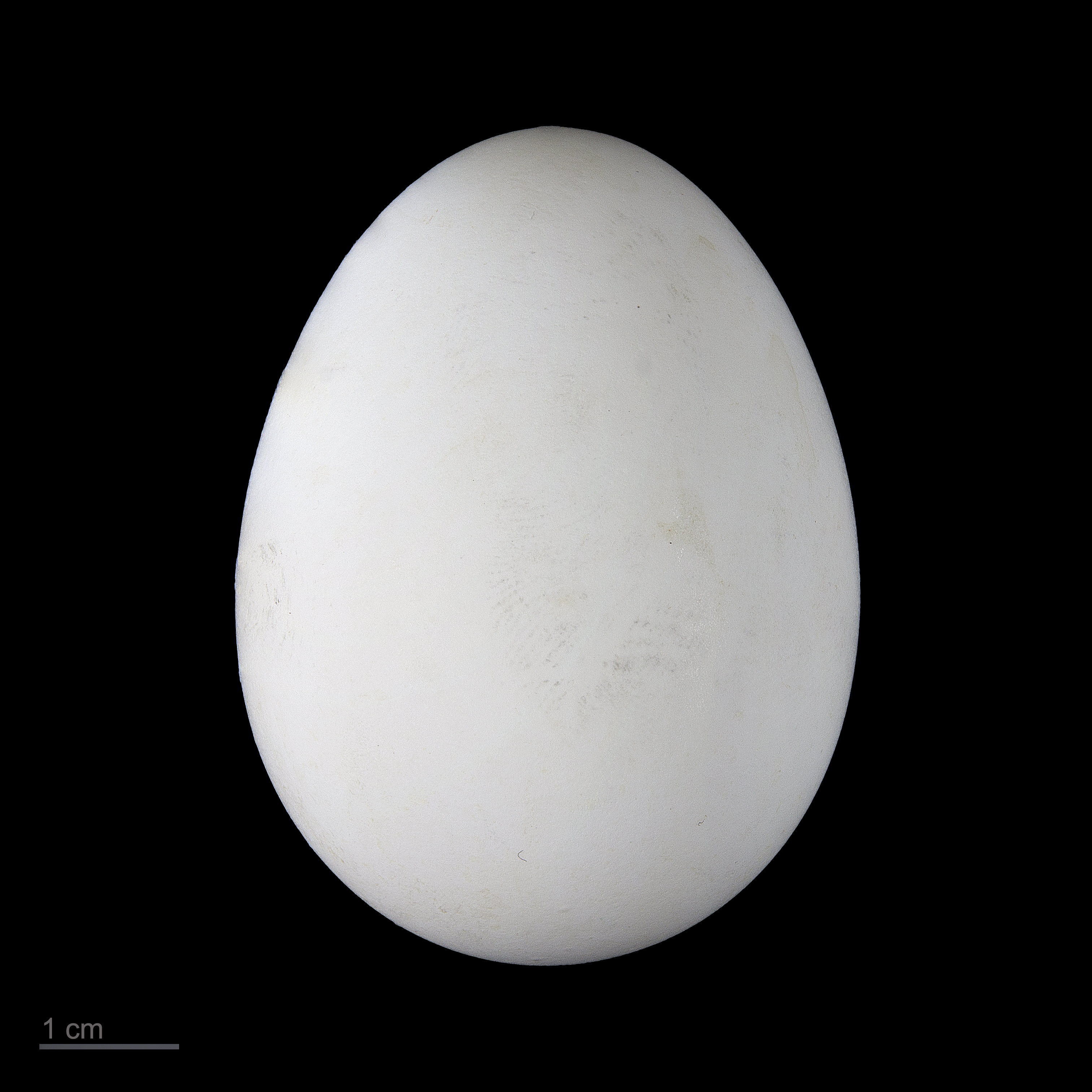
Pterodroma mollis - MHNT

A grazina-delicada (Pterodroma mollis), também conhecida como grazina-mole, é uma espécie de ave marinha da família Procellariidae. Ela se reproduz em ilhas do Hemisfério Sul.